# Erkki
Erkki  ist ein männlicher Vorname, die finnische Form des Namens Erik.
Für weitere Informationen zum Namen siehe den Hauptartikel Erik.

## Bekannte Namensträger
- Erkki Aaltonen (1910–1990), finnischer Komponist
- Erkki Aro (1916–1993), finnischer Orientierungsläufer
- Erkki Gustafsson (1912–1966), finnischer Fußballspieler
- Erkki Hartikainen (* 1942), finnischer Atheist
- Erkki Hopf (* 1964), deutscher Schauspieler
- Erkki Junkkarinen (1929–2008), finnischer Sänger
- Erkki Karu (1887–1935), finnischer Filmregisseur und -produzent
- Erkki Korhonen (* 1956), finnischer Pianist und Dirigent
- Erkki Koskela (1946–2020), finnischer Wirtschaftswissenschaftler
- Erkki Kourula (* 1948), finnischer Jurist
- Erkki Lahesmaa, finnischer Cellist und Musikpädagoge
- Erkki Liikanen (* 1950), finnischer Politiker
- Erkki Melartin (1875–1937), finnischer Komponist
- Erkki Pakkanen (1930–1973), finnischer Boxer
- Erkki Rajamäki (* 1978), finnischer Eishockeyspieler
- Erkki Ruoslahti (* 1940), finnisch-US-amerikanischer Zellbiologe
- Erkki Salmenhaara (1941–2002), finnischer Komponist und Musikwissenschaftler
- Erkki Tuomioja (* 1946), Außenminister Finnlands (2000–2007)
- Erkki-Sven Tüür (* 1959), estnischer Komponist